# Isolation (canción de John Lennon)
«Isolation» es una canción de John Lennon que aparece en su primer trabajo discográfico, John Lennon/Plastic Ono Band.
Roger Waters , exmiembro de Pink Floyd, cita a "Isolation" como una de sus canciones favoritas de todos los tiempos.

## Significado
La canción habla sobre el miedo a la soledad y de cómo una gran cantidad de los problemas del mundo provienen de ese miedo.

## Otras versiones
- La canción fue versionada por Snow Patrol en 2005, para Make Some Noise, que fue lanzado más tarde en el 2007 en el álbum benéfico Instant Karma: La campaña de Amnistía Internacional para salvar Darfur.

- Joe Cocker incluyó su versión en el álbum Unchain My Heart de 1987.

- Pedro Aznar , incluyó una versión de la canción en su álbum  David y Goliath, 1995.

- Sponge hizo una versión en 1995 para el disco tributo Working Class Hero.

- Ann Wilson , cantante de Heart , grabó un cover de esta canción para su lanzamiento como solista: Hope & Glory, 2006.

- Britt Daniel también  ha realizado la canción en vivo en un show en solitario.

- Kevin Hewick incluye "Isolation" a menudo en sus conciertos.

## Personal
Los músicos de la grabación original fueron los siguientes:
- John Lennon - Voz, piano, órgano.
- Ringo Starr - batería
- Klaus Voormann - bajo